# Sergio Roggerone
Sergio Humberto Roggerone es un artista plástico argentino. Nació en el año 1968 en Mendoza Argentina. Su primera muestra individual la realizó en el 1991, le siguieron el Museo Provincial Casa de Fader, el Museo Municipal de Arte Moderno, y el Espacio Contemporáneo de Arte de Mendoza en varias ocasiones. Su obra se encuentra en varias colecciones y ha sido expuesta en diferentes galerías y museos.

## Comienzos
Cursando sus estudios de arquitectura a la edad de 20 años decidió presentarse al concurso de la Asociación Internacional de Críticos de Arte donde obtuvo la medalla de plata. Desde aquí se dedicó  profesionalmente a las artes plásticas. La pintura ganadora, “El Gran Gignol” es parte de la colección permanente del Museo Fader. Realizó sus dos primeras exposiciones en solitario antes de cumplir los 25 años, en la Universidad de Congreso y el Museo Provincial de Arte Moderno de Mendoza. Posteriormente en 1993 fue convocado para el diseño y realización del Museo del Área Fundacional, dedicado a la Historia de Mendoza. Le siguieron una larga lista de muestras y estadios en varios países como Estados Unidos, México, Italia, Chile, España, Inglaterra, entre otros países. 

## Desarrollo de la obra
Roggerone, autodidacta, estudia y viaja permanentemente. Reúne información sobre técnicas ya en desuso, como el caso del Arte Plumaria, de datación precolombina originaria de los pueblos aztecas en México. Utiliza todo tipo de objetos para sus collages inclusive aplicados al muralismo.
Documentos antiguos, hilos, telas, bordados, papeles hechos a mano, maderas, pedazos de tallas de iglesias, caireles, vidrios, etc. De estas obras destacan “Los Altares del Desierto”, “Mural Bodega Tapiz” y “Vestidos Vendimiales”.

## Temática
Sacraliza y desacraliza temas religiosos , momentos vendimiales típicos de su Mendoza natal y crítica política. Es un referente en pintura historicista. Las mujeres suelen ocupar un lugar destacado en sus pinturas. 